# Катастрофа Ту-114
Катастрофа Ту-114 — авиационная катастрофа, произошедшая в ночь на четверг 17 февраля 1966 года в московском аэропорту Шереметьево. Авиалайнер Ту-114 предприятия «Аэрофлот» выполнял международный рейс SU-065 по маршруту Москва — Конакри — Аккра — Браззавиль, но при взлёте в московском аэропорту Шереметьево лайнер столкнулся с сугробами, поднялся в воздух на несколько секунд, после чего упал на землю и разрушился. Из 66 человек на борту — 47 пассажиров и 19 членов экипажа — погиб 21 человек, ещё 18 получили ранения.
Это единственная катастрофа в истории Ту-114.

## Самолёт
Ту-114 с бортовым номером СССР-76491 (заводской — 64M472, серийный — 47-02) был выпущен Куйбышевским авиазаводом 16 декабря 1964 года, а 18 ноября 1965 года передан Главному управлению гражданского воздушного флота, которое его направило в Шереметьевский лётный отряд Транспортного управления Международных воздушных линий гражданской авиации (ТУ МВЛ ГА, впоследствии переименован в ЦУ МВС). На момент катастрофы авиалайнер имел лишь 93 часа налёта и 19 посадок.

## Экипаж
Пилотировал самолёт экипаж из 210 лётного отряда. Так как перелёт был долгим, то на борту самолёта находились сразу два экипажа.
| Состав экипажей | Состав экипажей                                                                    | Состав экипажей                                                                   |
| Должность       | Основной экипаж                                                                    | Сменный экипаж                                                                    |
| --------------- | ---------------------------------------------------------------------------------- | --------------------------------------------------------------------------------- |
| КВС             | Виктор Артурович Филонов                                                           | Александр Николаевич Житов                                                        |
| Второй пилот    | Николай Алексеевич Гуреев                                                          | Владимир Петрович Громадин                                                        |
| Штурман         | Николай Дмитриевич Солянов                                                         | Александр Григорьевич Андреев                                                     |
| Бортинженер     | Станислав Юлианович Доброчинский                                                   | Николай Семенович Анищенко                                                        |
| Бортрадист      | Владимир Арсентьевич Голеницкий                                                    | Борис Николаевич Макаров                                                          |
| Бортпроводники  | Марта Михайловна Кедрина Татьяна Сергеевна Виноградова Алла Александровна Голубева | Ольга Владимировна Михайлова Анатолий Павлович Молоканов Людмила Павловна Маркова |

Помимо этого, на борту находились старший инженер Владимир Беляев и инженер Бабаскин, которые должны были обслуживать самолёт в иностранных аэропортах, а в кабине также находился проверяющий Юрий Константинович Валериус — начальник лётного отделения транспортной авиации управления лётной службы МГА.

## Катастрофа
Самолёт выполнял рейс SU-065, который был первым по маршруту Москва—Конакри—Аккра—Браззавиль, тогда как раньше советские самолёты летали только до Аккры. При этом в новом варианте полёт на отрезке Аккра—Браззавиль был техническим, то есть без пассажиров. Непосредственно при вылете из Шереметьева на борту Ту-114 находились 47 пассажиров.
14 февраля в Москве был сильный снегопад (выпало 35,5 мм осадков), поэтому аэродром завалило снегом, для борьбы с которым была задействована снегоуборочная техника. В 20:15 экипаж получил сведения о погоде: туман, видимость 500—700 метров, слабый снег, температура −4 °C, влажность 100 %, в ближайшее время не ожидалось улучшения. 16 и 17 февраля выпало по 7,2—7,3 мм осадков, также 17 февраля была зафиксирована температура +1,1 °C, то есть в ночь на 17 февраля началось таяние снега, что также могло плохо сказаться на ВПП — выросло скольжение. Минимальная видимость для взлёта в аэропорту Шереметьево составляла 1000 метров, поэтому руководитель полётов Платонов лично съездил на ВПП, после чего вернулся и доложил, что видимость составляет по его оценке 1200—1300 метров, то есть выше минимума, однако полоса очищена недостаточно эффективно и на её обочинах продолжает лежать снег толщиной 50—70 сантиметров. Однако Платонов также передал указание Башкирова В. Ф. (начальник ТУ МВЛ ГА, а также руководитель технического рейса) о том, что самолёт должен выехать на исполнительный старт (в начале полосы), после чего уже там будет приниматься решение о взлёте. Тогда в 23:45 командир Филонов принял решение о взлёте, что подтвердил своей подписью.
В 01:15 (17 февраля) экипаж получил разрешение следовать по рулёжным дорожкам к предварительному старту, а в 01:27 было дано разрешение занять исполнительный старт. Хотя с момента получения последних данных о погоде прошло уже два часа, экипаж не стал обновлять информацию. В 01:37, находясь на исполнительном старте, командир экипажа запросил у диспетчера разрешения на взлёт, на что диспетчер затребовал от него сперва вслух посчитать видимые огни на ВПП, что позволяло определить видимость. Филонов насчитал 11, из чего диспетчер решил, что видимость составляет 1100 метров, то есть выше минимального порога, и разрешил взлёт. Такой вывод он сделал из расчёта, что расстояние между огнями составляло 100 метров, тогда как на самом деле оно было вдвое меньше — 50 метров, то есть фактическая видимость была около 550 метров — гораздо меньше допустимого.
В 01:38 авиалайнер с включёнными фарами начал осуществлять взлёт по магнитному курсу 68°. Из-за ограничения времени на проведение снегоуборочных работ персонал аэропорта не очистил как следует ВПП. Теперь же оставшийся на обочинах снег закрывал огни ВПП, у которых были видны только вертикальные лучи. Из-за их недостаточной видимости экипаж не мог знать, что самолёт разгонялся по полосе с отклонением от её оси вправо на 1°.
Спустя 30 секунд с момента разгона, когда Ту-114 отдалился от начала ВПП на расстояние 1050 метров, он приблизился к правому краю полосы, а его правая тележка шасси приблизилась к краю на семь метров, когда экипаж заметил это. При возрастающей скорости и ещё большем ухудшении видимости прекращать взлёт было уже небезопасно (из-за невозможности удерживать направление в случае торможения), и экипаж предпринял попытку отвернуть самолёт влево, продолжив разгоняться. После этого лайнер стал отклоняться влево под углом около 4°. С момента начала взлёта самолёт разгонялся уже на протяжении 1400 метров, когда на скорости 255—260 км/ч экипаж поднял переднюю стойку шасси. Но спустя ещё 450 метров (1850 метров с начала разгона) на скорости 275 км/ч левая тележка шасси, а следом и правая, врезались в сугроб высотой 60 сантиметров, лежащий на полосе в десятке метров от левого края. Самолёт несколько развернуло влево, а его скорость снизилась, но пилоты, вместо прекращения взлёта, потянули штурвалы на себя и оторвали самолёт от полосы, несмотря на недостаточную для взлёта скорость. В то же время левая тележка врезалась в один из огней ВПП. Скорость резко упала, а самолёт стал касаться снега правой тележкой, снова теряя скорость (с одновременным разворотом вправо). Пролетев таким образом около 300 метров в течение трёх-четырёх секунд, Ту-114 коснулся правой консолью, а затем и двигателем № 4 (крайний правый) бетона полосы. От удара консоль крыла с винтами оторвало, после чего лайнер развернуло вправо, и он перевернулся. У фюзеляжа оторвало хвостовую часть, которая осталась лежать на полосе, тогда как остальная часть вылетела в снег и загорелась.
В катастрофе погибли 13 членов экипажа и восемь пассажиров, то есть всего 21 человек. Оставшиеся в живых 6 членов экипажа (оба вторых пилота, 3 бортпроводника и инженер), а также 12 пассажиров были ранены. Ещё 27 пассажиров получили незначительные травмы в виде ушибов.

## Причины
Непосредственной причиной катастрофы было названо невыдерживание экипажем направления при разбеге. Собственно причиной этого стало пренебрежение фактической погодой экипажем, диспетчером старта, руководителем полётов и начальником ТУ МВЛ ГА. Помимо этого, взлётно-посадочная полоса аэропорта Шереметьево не была расчищена надлежащим образом, а огни находились в лунках. Боковые полосы безопасности также не были обработаны.

Во исполнение приказа МГА № 021 от 18 апреля 1966 г.

Приказываю:
1. Командирам лётных отрядов и начальнику Службы движения аэропорта Шереметьево до 20.05.66 повторно изучить требования документов: НПП-ГА-58 г., пар. 126 с изменениями в соответствии с приказом ГУ ГВФ № 528 от 23.12.59 г., пар. 129, 140, 151, 196, 210, 208 Организационно-методических указаний МГА на 1965-66 гг. пар. 7, 40, 50, 51, 41, 140, 186, Циркуляр ГУ ГВФ № 011 от 17.07.64. и обеспечить строгое выполнение требований этих документов при полётах и управлении движением самолётов.
2. Командирам лётных отрядов усилить контроль за предварительной и предполётной подготовкой экипажей и строгим соблюдением ими действительных минимумов погоды для взлёта и посадки самолётов.
3. Командиру 210 ЛО т. Витковскому А. К. представить свои предложения по минимумам погоды на запасных аэродромах Нассау, Кеблавик, Гандер, Нью-Йорк, Станвиль, Монреаль, Париж, Амстердам. (с. 282)
4. Командиру 209-го ЛО случаи нарушения эксплуатации минимумов погоды на взлёте тщательно расследовать и материалы представить в ЛШО к 15.05.66.
5. Начальнику лётно-штурманского отдела т. Михайлову П. М., старшим пилотам-инспекторам тт. Волкову И. Д., Овсянникову Ю. Д. усилить контроль за выполнением руководящих документов, регламентирующих лётную работу в подразделениях. Всякую попытку нарушения лётной дисциплины командно-лётным составом и экипажами ТУ МВЛ тщательно разбирать и вырабатывать мероприятия по их предотвращению.
6. Начальнику аэропорта Шереметьево до 15 мая 1966 г. совместно с начальником АСМГ аэропорта Шереметьево проверить выполнение требований приказа ГУ ГВФ и ГУМС № 342/71 от 1963 г. в части организации и наблюдения за погодой БПРМ и на старте. Проверить маркировку ВПП, рулёжных дорожек, мест стоянок и территорию аэродрома, привести в соответствие требований НАС-ГА-61 г.
7. Начальнику Службы движения аэропорта Шереметьево:
  1. Пересмотреть должностные инструкции работников службы движения, где чётко определить права и обязанности лиц, связанных с руководством полётов.
  2. Провести занятия по отработке технологии о взаимодействии работников внутри смен с другими службами аэропорта.
  3. Проверить рабочие места диспетчерского состава и привести в соответствие с действующими документами (выявленные недостатки устранить к 5.06.66)

8. Инспектору по безопасности полётов тов. Орловцу И. В.:
  - усилить постоянный контроль за выполнением работниками ТУ МВЛ руководящих документов по обеспечению безопасности полётов в гражданской авиации;
  - проверить организацию выпуска и приёма самолётов, соблюдение требований НПП-ГА-58 г. и Организационно-метод. указаний на 1965-66 гг. обратив особое внимание на строгое соблюдение установленных минимумов погоды и подготовку персонала к полётам. (с. 283)

9. Начальнику БАО аэропорта Шереметьево т. Минасарову А. С. за плохую организацию работы и взаимодействие наземных служб аэропорта не обеспечившему безопасность полётов на аэродроме согласно НАС-ГА-61 г. и инструкции МГА № 83/11 от 17.09.65 г., что способствовало тяжёлому лётному происшествию — объявить строгий выговор.
10. Начальнику службы движения аэропорта т. Саулину А. С. — за неудовлетворительную организацию руководства полётами в службе движения и беспринципное отношение к нарушителям в службе движения за ранее допускаемые нарушения выразившиеся в выпуске самолётов ниже установленного минимума погоды для взлёта и непринявшего мер для устранения нарушений согласно действующих приказов — объявить выговор.
11. Старшему пилоту-инспектору по безопасности полётов ТУ МВЛ т. Орловец И. В. за слабый контроль за соблюдением руководящих приказов МГА работниками службы движения аэропорта Шереметьево по обеспечению безопасности полётов и не принявшему мер к предотвращению нарушений — объявить выговор.
12. Командиру 210 ЛО т. Витковскому А. К., заместителю командира по полит. части т. Горенштейн М. И. за недостатки в организации и политической работе по воспитанию лётных экипажей в духе высокой ответственности за исполнение требований приказов, инструкций и наставлений по производству полётов — объявить выговор.
13. Диспетчеру АДС тов. Найшеву А. И. за невыполнение требований пар. 129 НПП-ГА-58 г. и разрешение на вылет экипажу Ту-114 при погоде не соответствующей минимуму — объявить выговор.
14. Заместителя начальника аэропорта по политической части тов. Горынина И. Ф. за низкий уровень партийно-политической работы с личным составом служб обеспечивающих безопасность полётов и неудовлетворительную работу с командным составом аэропорта по его воспитанию в духе высокой партийной и государственной ответственности за порученное дело — представить в Политическое Управление МГА к освобождению от занимаемой должности (с. 284) Основные виновники тяжёлого лётного происшествия наказаны приказом МГА No 021 от 18.04.66 г.

— Нач. ТУ МВЛ А. Туболец (с. 285) (ЦИАМ, ф. 1909, оп. 1, д. 42, с. 280—285)
В 1987 году бортовой номер СССР-76491 был присвоен самолёту Ил-76Т. Этот Ил-76 был выпущен 9 января 1980 года в модификации Ил-76М и изначально передан Iraqi Airways, где получил регистрационный номер YI-AKP. В 1987 году он был выкуплен Советским Союзом и переделан в Ил-76Т, а также получил новый регистрационный номер — 76491. Этот самолёт эксплуатировался в Авиастар-УАПК вплоть до её закрытия. В декабре 2009 года борт RA-76491 был разрезан на металлолом.

## Память
Погибшие в катастрофе были похоронены на Новом Донском кладбище (13 уч.).